# Вардар, Беркай
Беркай Вардар (азерб. Berkay Vardar; род. 14 января 2003, Стамбул) — азербайджанский и турецкий футболист, полузащитник клуба «Фатих Карагюмрюк» и молодёжной сборной Турции.

## Клубная карьера

### «Бешикташ»
В апреле 2019 года стал игроком команды «Бешикташа» до 16 лет. В августе 2020 года стал игроком команды до 19 лет. В Суперлиге Турции U19 дебютировал против сверстников из «Хатайспора».
Осенью 2021 года сыграл в групповом этапе Лиги Чемпионов УЕФА, заменив Умута Мераша в матче с «Аяксом».

## Международная карьера
Играл за сборные Азербайджана до 17 и 19 лет. Выступает за молодёжную сборную Турции.

## Личная жизнь
Родился в Стамбуле. Отец — этнический албанец из Северной Македонии, уроженец Куманова; мать — азербайджанка.